# Wikipedia kazachskojęzyczna
Wikipedia kazachskojęzyczna – wersja Wikipedii w języku kazachskim. Wystartowała ona 2 czerwca 2002 roku, na początku 2014 roku przekroczyła 200 000 artykułów. Hasła można czytać i edytować w jednym z trzech rodzajów pisma: cyrylicy, alfabecie łacińskim i arabskim. 

## Historia

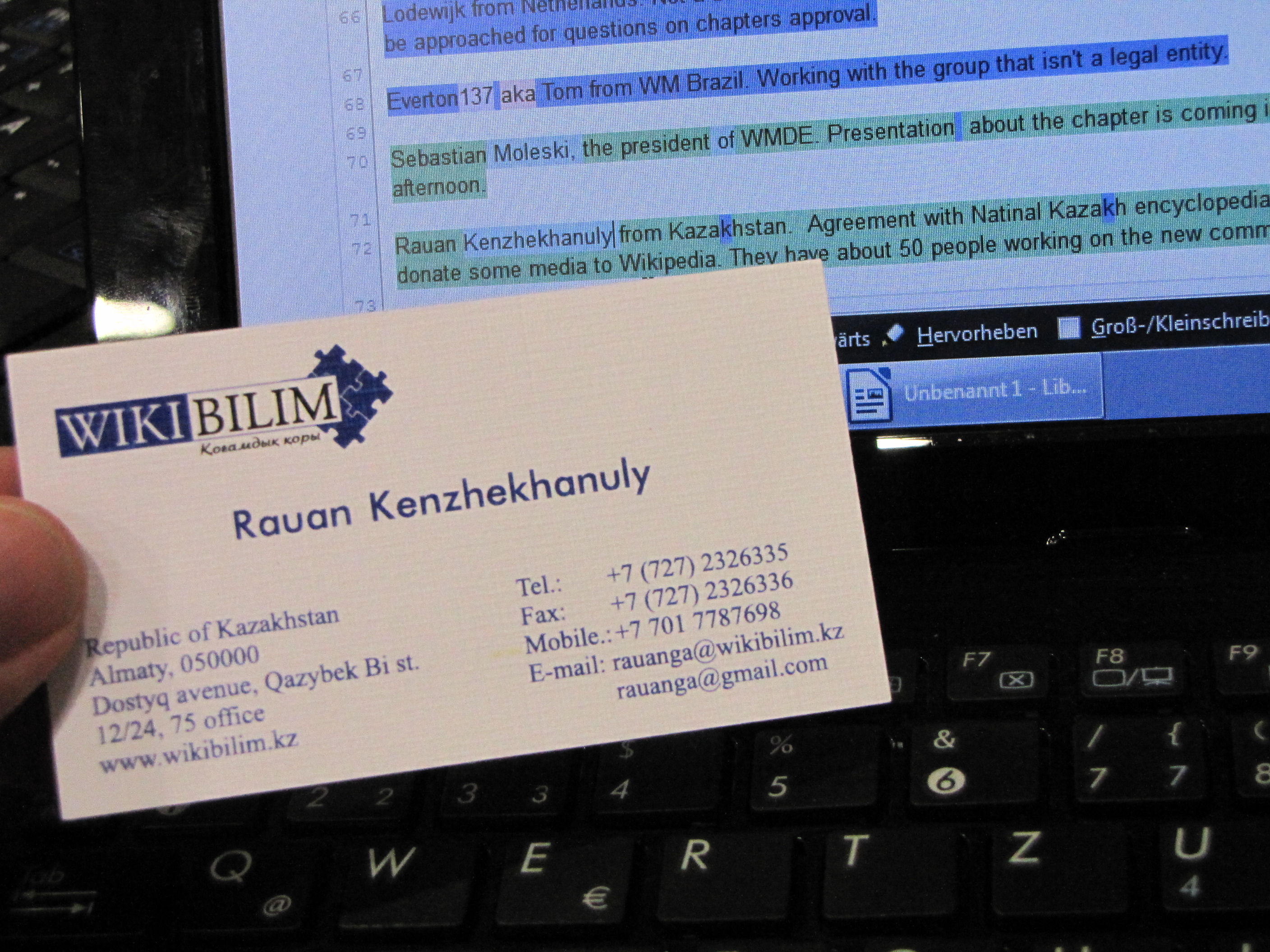

Wikipedia w języku kazachskim rozpoczęła działanie w czerwcu 2002 roku. Skokowy wzrost liczby artykułów nastąpił w 2011 roku, kiedy w czasie krótszym niż rok encyklopedia urosła z ok. 7000 do ponad 100 000 artykułów. Główną przyczyną było włączenie materiałów z kazachskiej encyklopedii, które zostały udostępnione na licencji Creative Commons Attribution Share-Alike License (CC BY-SA). Inicjatorem była fundacja non-profit „WikiBilim”. W tym samym roku kwotą 30 mln. tenge państwowy fundusz majątkowy Samruk-Kazyna zasponsorował płatne edycje, digitalizacje oraz zakup praw autorskich. Na Wikimani 2011 przewodniczący fundacji WikiBilim Rauan Kenzhekhanuly, za jego pracę nad rozwojem kazachskiej Wikipedii, został uhonorowany przez współtwórcę Wikipedii Jimmy'ego Welesa tytułem „Wikipedysta Roku”.
W kwietniu 2012 roku serwis Tengri News donosił, że w 2011 roku fundusz Samruk-Kazyna przeznaczył 204 000 dolarów amerykańskich na rozwój kazachskiej Wikipedii, a w 2012 roku planuje przeznaczyć kolejne 136 000. Jimmy Wales dziękował rządowi Kazachstanu za wspieranie kazachskiej Wikipedii na Wikimanii 2012.
23 października 2011 roku kazachska Wikipedia przekroczyła 100 000 artykułów, w styczniu 2014 roku przekroczyła 200 000 artykułów.
W sierpniu 2017 roku z ok. 219 000 artykułami jest to druga, po tureckiej, pod względem wielkości i trzecia względem liczby aktywnych użytkowników encyklopedia w tureckiej grupie językowej. Spośród wszystkich edycji językowych Wikipedii pod względem ilości artykułów plasowała się na 38. miejscu.

## Kontrowersje
Istnieją wątpliwości co do neutralności kazachskiej Wikipedii. Wzbudza je bliskość fundacji WikiBilim do kazachskiego rządu; przewodniczący fundacji Rauan Kenzhekhanuly ma za sobą długą karierę w administracji rządowej, kiedy to rząd Kazachstanu był oskarżany o represje przeciw wolności słowa. Przyjaźń Jimmyego Walesa z byłym premierem Wielkiej Brytanii Tony Blairem, który był doradcą kazachskiego rządu, również była podnoszona przez krytyków. Pytania odnośnie do neutralności treści w projekcie budzi również fakt, że znaczna część zawartości kazachskiej Wikipedii pochodzi bezpośrednio z opublikowanej przez państwo, narodowej encyklopedii.